# Neil Ruddock
Neil "Razor" Ruddock, född 9 maj 1968, är en engelsk före detta professionell fotbollsspelare (försvarare) som gjorde en landskamp för det engelska fotbollslandslaget 1994. Under 1990-talet representerade han en rad klubbar i den engelska högstaligan. Han gjorde fler än 100 ligamatcher för Southampton FC och Liverpool FC men representerade även bland andra Tottenham Hotspur och West Ham United. Efter spelarkarriären har han medverkat i en rad engelska tv-program för kända personer.